# Franz Joseph Hugi

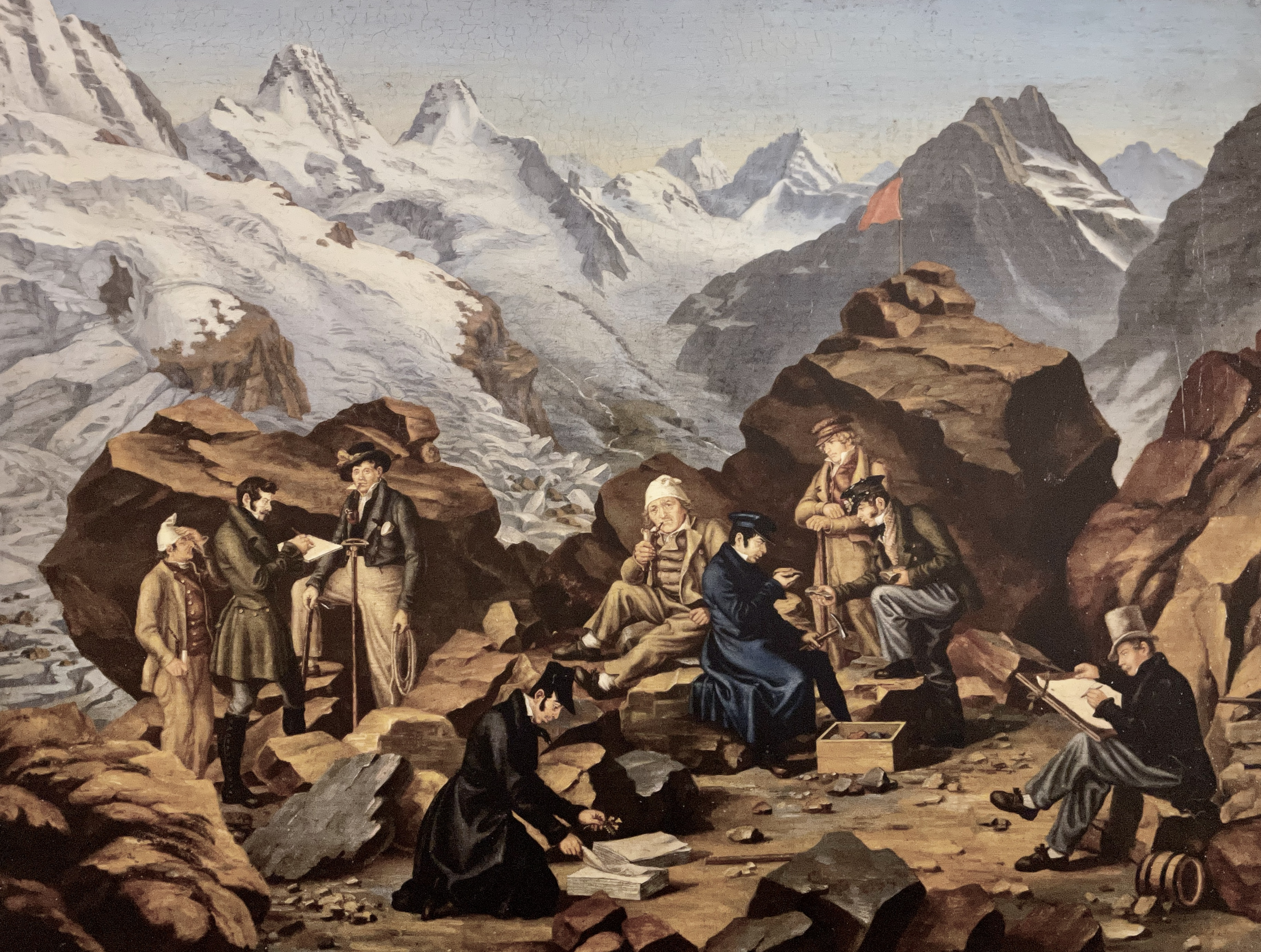
Franz Joseph Hugi und seine Begleiter im Rottal BE. Gemälde von Martin Disteli, 1830

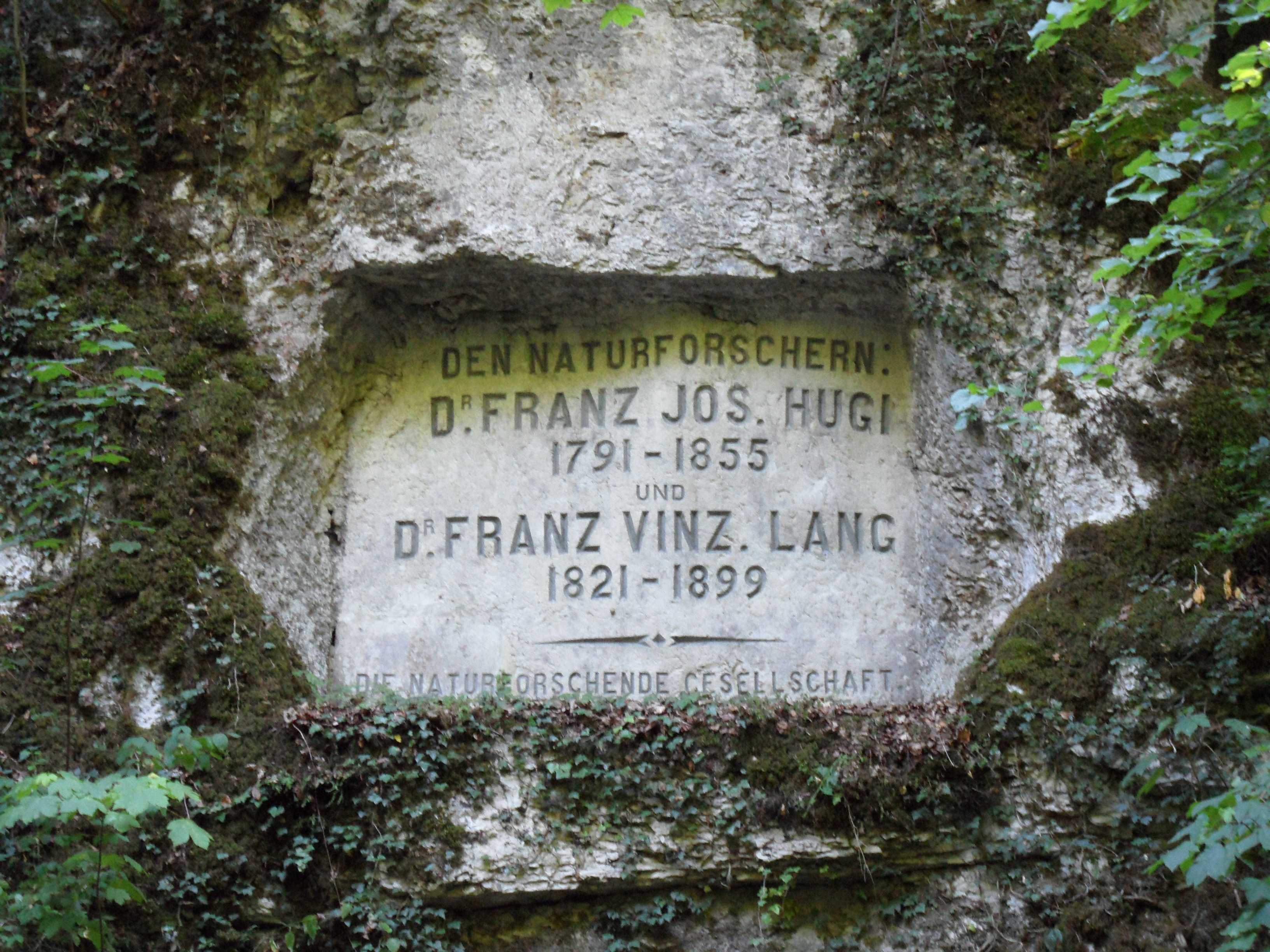
Gedenktafel für Hugi und Franz Vinzenz Lang in der Verenaschlucht

Franz Joseph Hugi (* 23. Januar 1791 in Grenchen; † 25. März 1855 in Solothurn) war ein Schweizer Geologe und Alpenforscher.
Er studierte römisch-katholische Theologie in Landshut, verbrachte einige Zeit in Wien und empfing 1819 die Priesterweihe. Danach wurde er Lehrer an der Solothurner Waisenhausschule. In Solothurn gründete er die Naturforschende Kantonalgesellschaft, das naturhistorische Museum, das er 1830 an die Stadt Solothurn abtrat, und 1836 auch den botanischen Garten. Nachdem er eine Zeit lang als Direktor des Waisenhauses und Lehrer an der Realschule von Solothurn gewirkt hatte, erhielt er 1833 die Professur der Physik und 1835 die der Naturgeschichte an der neu eröffneten Kantonsschule Solothurn, wurde aber 1837 entlassen, weil er zum Protestantismus übergetreten war. 1844 wurde er Ehrendoktor der Universität Bern.
Seine Theorie über die Gletscher entwickelte er in den Schriften Über das Wesen der Gletscher und Winterreise in das Eismeer (Stuttgart 1842) und Die Gletscher und die erratischen Blöcke (Solothurn 1843).
Am 19. August 1828 versuchte er zusammen mit den beiden Bergführern Jakob Leuthold und Johann Währen das Finsteraarhorn zu besteigen. Sie erreichten gemeinsam eine über 4000 m hoch liegenden Scharte des Nordostgrats, die heute seinen Namen trägt. Dort musste er wegen einer Fußverletzung zurückbleiben, während seine beiden Begleiter wahrscheinlich als die ersten Bergsteiger bis zum Gipfel gelangten.
1835 bereiste er, gemeinsam mit dem Militärarzt Peter Jakob Felber, für naturwissenschaftliche Zwecke einen Teil von Nordafrika, Sizilien und Italien. Die Resultate seiner Beobachtungen über das Meeresleuchten und die Bewegungen des Meers teilte er mit in den Grundzügen zu einer allgemeinen Naturansicht, deren erster Band den Titel Die Erde als Organismus (Solothurn 1841) trägt. Sonst sind von ihm noch die Naturhistorischen Alpenreisen (Solothurn 1830) zu erwähnen. Nach Hugi ist das Hugihorn, ein 3647 m hoher Berg in der Nähe des Lauteraarhorns, benannt. Ebenso trägt der Hugi-Gletscher im westantarktischen Grahamland seinen Namen.